# Biserica de lemn din Răpciuni
Biserica de lemn din Răpciuni, comuna Ceahlău, județul Neamț, este o biserică construită în 1773 și aflată în prezent la Muzeul Național al Satului „Dimitrie Gusti”. Biserica a fost transferată în muzeu prin 1958, ca urmare a începerii lucrărilor la barajul hidroenergetic de la Bicaz. Biserica din Răpciuni face parte din cele 4 biserici de lemn aflate la Muzeul Național al Satului „Dimitrie Gusti”.
Arhitectura se încadrează în stilul vechilor biserici moldovenești din lemn. Planul este treflat - cu două abside laterale - având formă de cruce bizantină. Acoperișul înalt este realizat din șindrilă rotunjită la capetele de jos și cu o streașină generoasă. El acoperă corpul central ce este lipsit de linii ascuțite sau forme abrupte. Intrarea se face prin partea de sud a bisericii, printr-un pridvor  sprijinit pe opt stâlpi cu arcade, deasupra căruia se află un foișor ce găzduiește toaca și suporturile pentru clopote. Turnul bisericii se înalță numai până la coama acoperișului. Stâlpii foișorului și chenarele ușilor și ferestrelor sunt decorate cu o bogăție de forme geometrice și inscripții ce precizează anul construirii (1773) și unele evenimente importante ale istoriei satului.
Interiorul acestei biserici este important prin valoarea artistică a picturii murale (executate de meșteri locali) ce se încadrează în canonul erminiilor bizantine, obișnuit în epoca respectivă. Picturile sunt realizate pe bârnele unite prin șuvițe înguste din pânză lipite pe linia de contact. Scenele sunt predominant în albastru sau verde și se remarcă prin expresivitatea figurilor umane reprezentate. Biserica și picturile au fost restaurate în anii 2007-2008.

## Istoric

### Datare
Biserica datează din 1773, după cum atestă inscripțiile dăltuite pe grinzile din pridvor. Tot aici sunt consemnate și unele evenimente mai importante din viața comunității. Inscripția cea mai importantă se află pe grinda de deasupra ușii de intrare, scrisă în alfabet chirilic și latin: „1773 Întruparea Domnului Ajot (?) Au Luat Început A Se Face Această Sfântă Bisearecă În Luna Lui Aprelî În De... Zile Și Sau Săvârșit”.

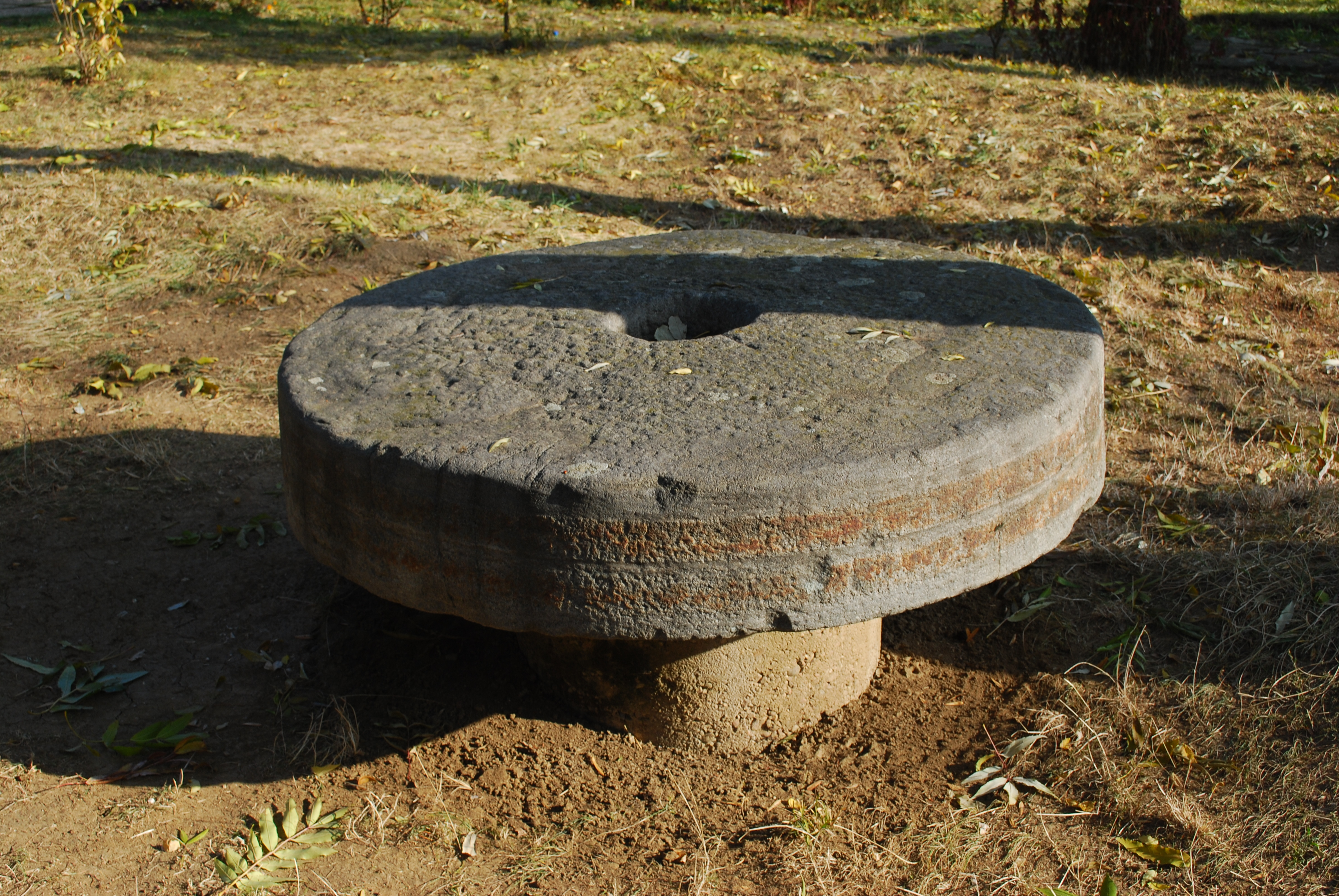
Masă de piatră.

### Transferare

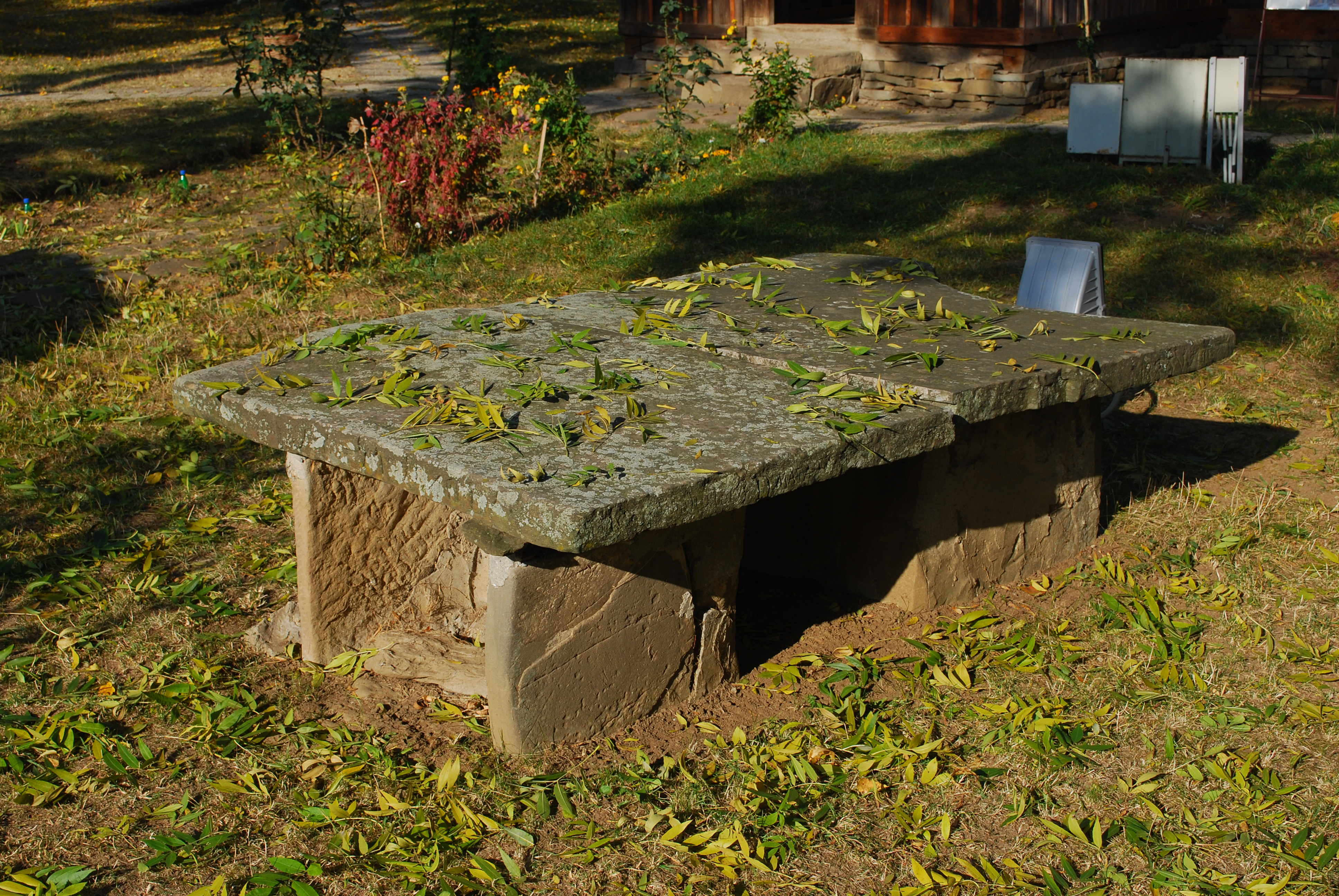
Masă de piatră.

În anii '50 ai secolului al XX-lea, odată cu construirea barajului și crearea lacului de acumulare de la Bicaz, lăcașul de cult din Răpciuni a fost strămutat la București, făcând parte astăzi din patrimoniul cultural național găzduit și conservat de Muzeul Satului. Demontarea bisericii a fost făcută cu meșteri dulgheri locali, care au și reconstruit-o în muzeu. Numele lor figurează în actele contabile aferente anului transferării. Aceștia au fost: Ursu Vasile, Borșa Ion, Bocancea Gheorghe, Bocancea Ion, Târșa Gheorghe, Bonteanu Gheorghe, Chiorbeja Grigore și Roștioru Nicolae. Unul dintre bătrânii satului Ceahlău a declarat:
„Acest lăcaș de cult se afla situat la gura văii Răpciuniței, pe un loc mai înalt, nu departe de râul Bistrița. Tradiția spune că era biserica unui schit din vechime, care a fost părăsit de călugării ce s-au îndreptat mai apoi spre Mănăstirea Durău. Cu certitudine știm însă că această biserică exista la 1773, în timpul domnitorului Grigore al III-lea Ghica. Vechimea și valoarea arhitecturii, respectând tradiția zonei, au atras atenția specialiștilor Muzeului Satului, sosiți pe vremea construirii barajului pe Valea Bistriței cu dorința de a mai salva câte ceva dintr-o lume sortită uitării. Și uite-așa biserica veche din Răpciuni avea să ia drumul Bucureștiului. Strămutarea a costat în 1958 suma de 5.367 lei.”

### Restaurare
În anul 2007 s-a realizat un program de restaurare a bisericii de lemn din Răpciuni. Proiectul de restaurare a bisericii a fost elaborat de Niels Auner și a urmărit corectarea deformărilor structurii de rezistență, precum și asigurarea stabilității construcției. Lucrările au început în anul 2007, au durat 7 luni și au fost executate de o echipă specializată, cu îndelungată experiență în acest tip de intervenții la bisericile de lemn. A doua etapă în reabilitarea acestui monument a fost restaurarea picturii murale. Lucrările de restaurare a picturii murale au durat aproximativ un an.

### Resfințire
Paula Popoiu, directorul Muzeului Satului, a spus, în cadrul Sesiunii Naționale de Conservare-Restaurare „Doina Darvaș”, desfășurată la Sala Multimedia a Ministerului Culturii, Cultelor și Patrimoniului Național (MCCPN), că intenționează să resfințească biserica de lemn din satul Răpciuni:
„Vrem să resfințim această frumoasă biserică și, în acest sens, am discutat cu Patriarhia.
 [Doresc ca] în acest lăcaș să se oficieze Sfânta Liturghie și, nu foarte des, să se boteze și să se cunune, evenimente care vor da viață si vor spori funcționalitatea acestui muzeu.”

## Biserica salvată din lac
Biserica veche a fostului sat Răpciuni (din comuna Ceahlău) constituie subiectul unui studiu numit Biserica salvată din lac, ce a văzut lumina tiparului datorită Muzeului Național al Satului „Dimitrie Gusti” din București, prin efortul documentaristic al unui grup de specialiști, coordonat de către cercetătoarea Ana Bârcă. Grupul s-a deplasat pentru documentare la fostul amplasament al lăcașului de cult, adică pe Valea Bistriței. S-a cerut sfatul unor oameni din Ceahlău, printre care și inginerului silvic Mihai Bulai, considerat a fi o adevărată enciclopedie vie a Ceahlăului. Studiul rezultat, coroborat cu descrierea profesionistă a valorii arhitecturale și culturale a edificiului la care au fost adăugate eforturile restaurării, au alcătuit lucrarea intitulată Biserica salvată din lac. Povestea bisericii de lemn din Răpciuni, Neamț, care a apărut în condiții grafice deosebite. Cartea este structurată pe cinci capitole: „Prezentarea teritoriului”, „Arhitectura bisericii”, „Asemănări cu alte biserici”, „Programul iconografic” și „Restaurarea bisericii”. La acestea se adaugă un bogat material grafic și ilustrativ.

## Descriere

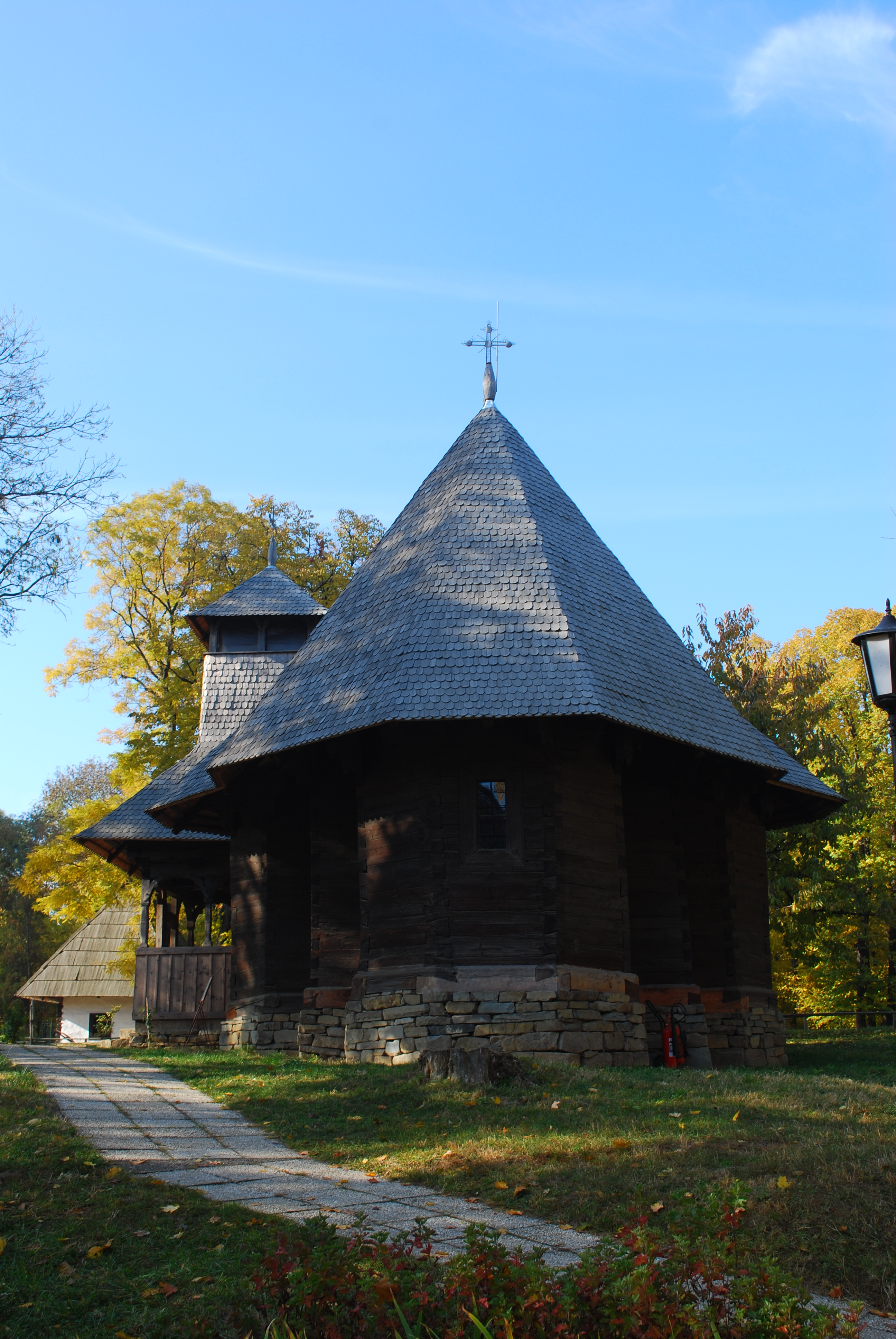
Vedere de ansamblu a bisericii.

### Material
Materialul din care a fost construită biserica este lemnul, sub formă de bârne cioplite pe patru fețe, încheiate la colțuri în coadă de rândunică, prelungite treptat la partea superioară sub acoperiș, formând console rotunjite la capete și decorate cu rozete. Pentru construirea bisericii s-a folosit în principal lemnul de stejar, dar și cel de brad. S-au utilizat arbori seculari, dată fiind mărimea deosebită a bârnelor cioplite în patru fețe.

### Plan și stil

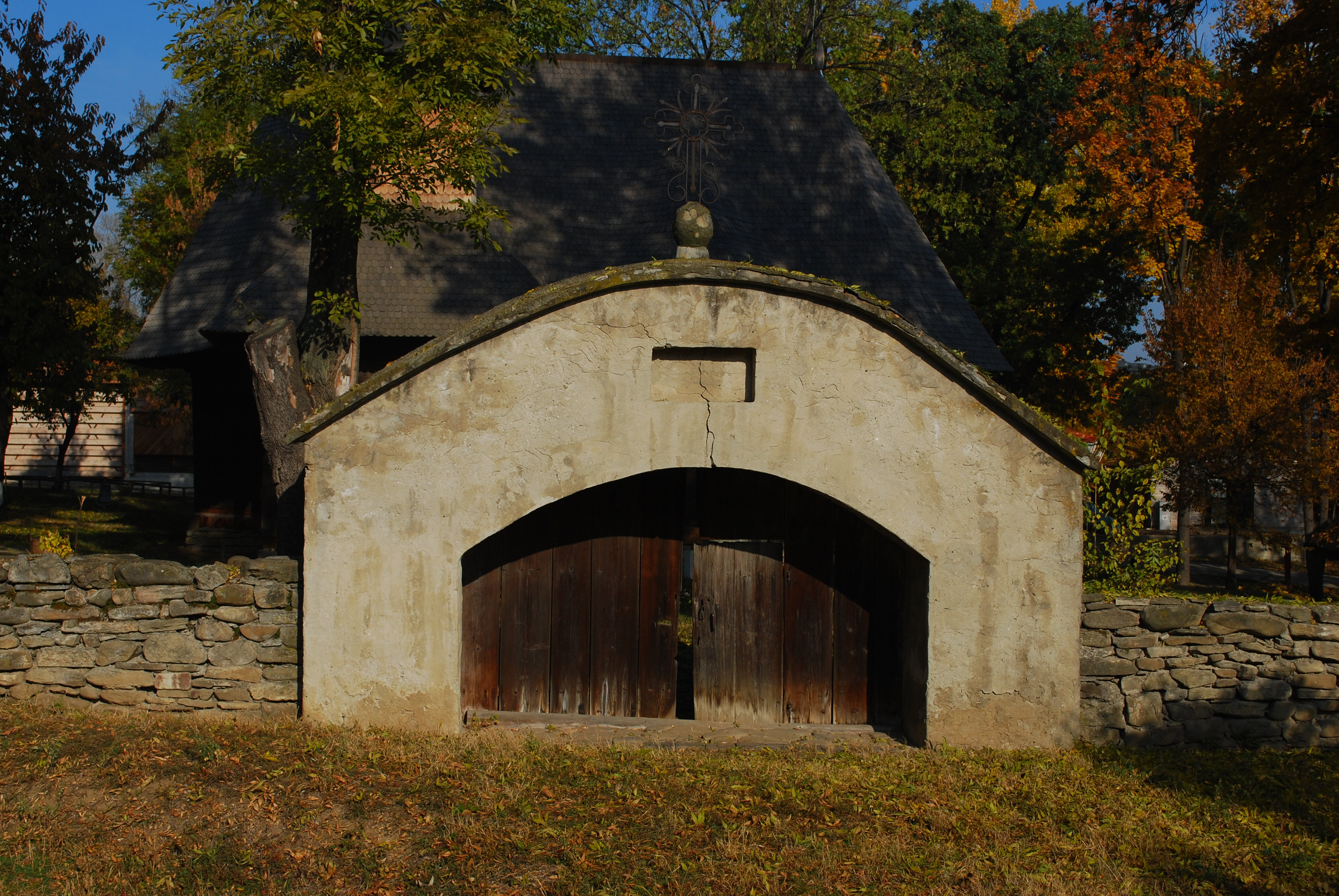
Poartă.

Stilul arhitectonic al acestui monument se evidențiază prin câteva elemente care amintesc de arhitectura medievală moldovenească, cristalizată sub domnia lui Ștefan cel Mare. Sunt transpuse în lemn de frasin și brad, cu multă pricepere și talent, planul triconc (cruce bizantină) și boltirile de peste naos și pronaos, cu cupole sprijinite pe arce dublou cu pandantivi, iar pe absidele laterale și a altarului apar calotele semicirculare. Totul este realizat din mici bucăți de lemn îmbinate cu măiestrie și performanță. Un pridvor deschis pe stâlpi ciopliți și uniți prin arcade este plasat în fața ușii de intrare, pe latura de sud. Pridvorul este suprapus de turnul clopotniță care are un mic foișor necesar difuzării sunetului clopotelor. Acoperișul bisericii, cu învelitoare din șindrilă, tinde parcă să învăluie in mantia sa și turnul clopotniță, ce se ridică numai până la coama acoperișului. Fațada bisericii este împodobită cu diverse elemente decorative menite a sublinia deschiderile (ferestrele și ușa au crestate și sculptate motive geometrice precum funia, rozete, dinți de lup), iar ultimele cununi de bârne ale pereților, cele de sub streașina largă, sunt prelungite în formă de „aripi” rotunjite.
Fundația construcției a fost turnată în săpătură și a fost realizată din piatră și beton. Temelia a fost realizată din piatră de carieră și mortar în 1–10 rânduri, iar pardoseala construcției în scândură de brad în altar, naos și pronaos lespezi din piatră de carieră în pridvor.

### Pictură
Pictura din interiorul bisericii se înscrie în canonul erminiilor bizantine, fiind realizate scene din Patimile lui Iisus (naos) și din Vechiul și Noul Testament (pronaos). Pictura a fost executată de meșterii locali din familia Zugrăvescu, direct pe suprafața netedă a pereților pregătiți prin astuparea rosturilor dintre bârne cu lut și aplicarea unor șuvițe de pânză din in sau cânepă peste această lipitură. În plus, biserica este înzestrată cu icoane, cu textile decorative, covoare și obiecte care refac atmosfera de altădată a lăcașului de cult. Este de remarcat mulțimea de inscripții cu litere slavone, aflate pe grinzi, la ușa de la intrare, sub streașină sau pe icoane.

### Inscripții
Biserica are mai multe inscripții în grafie slavonă, slavo-română sau română care se adaugă celor slavonești de la iconografie. Multe dintre inscripțiile din pridvor sunt realizate cu vopsea neagră (chinovar) și sunt consemnări ale unor evenimente importante din viața satului, ca o cronică a așezării, menite să rămână mărturie pentru generațiile următoare: „intrarea muscalilor” în Moldova în 1828, când a fost iarnă geroasă cu mult omăt la anul 1830 sau o iarnă ușoară în 1843, când „a fulgerat boala holerii la comuna Bistricioara, la anul 1865” sau „când au venit lăcustele la anul 1867”. Există și inscripții dăltuite în grinzile pridvorului care conțin data construirii bisericii (1773).

## În Muzeul Național al Satului „Dimitrie Gusti”

### Moldova

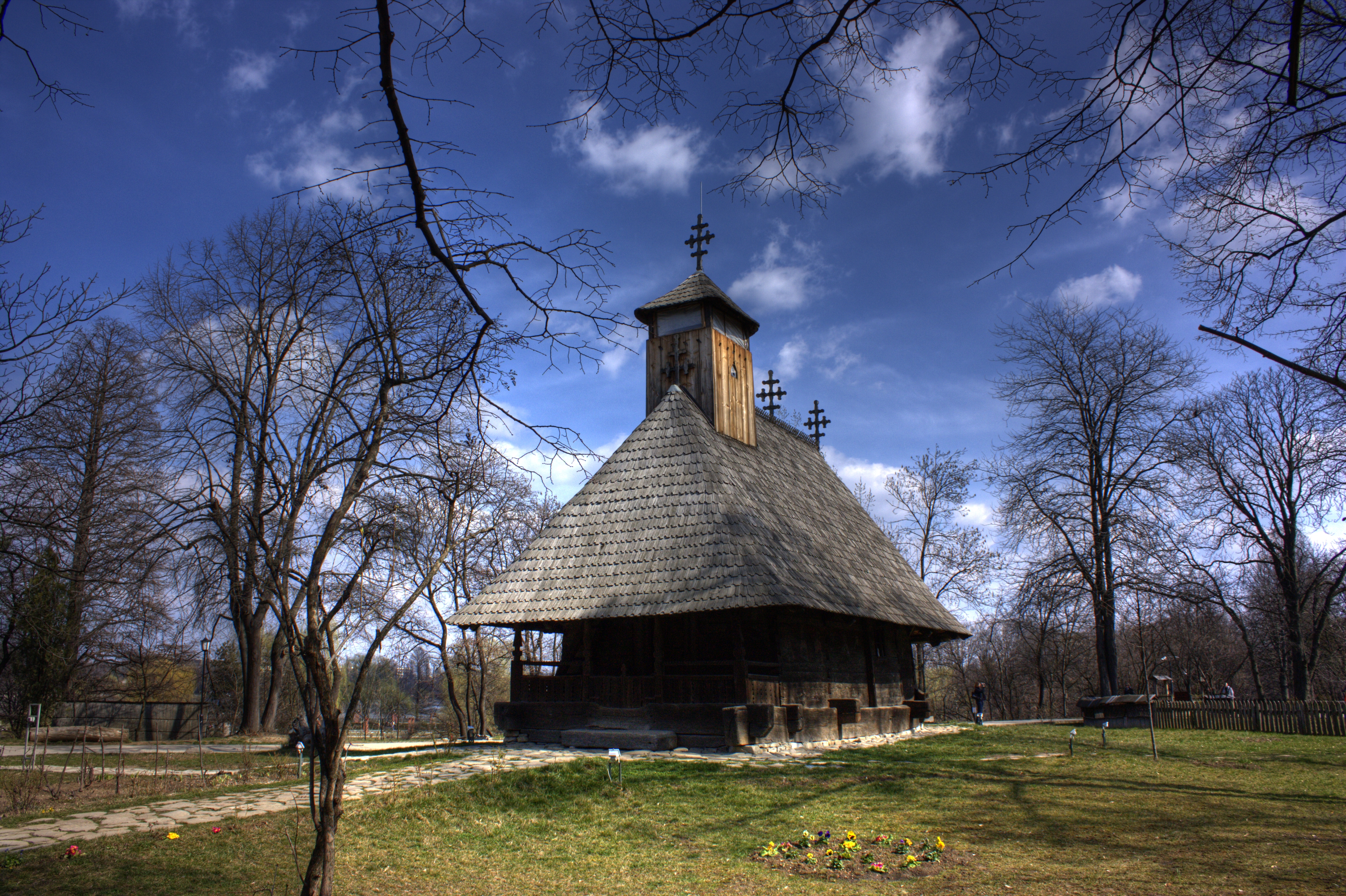
Biserica de lemn din Timișeni, una dintre cele 4 biserici de lemn aflate la Muzeul Național al Satului „Dimitrie Gusti”.

Prin parcurgerea sectorului muzeal dedicat zonei Moldovei se poate înțelege felul în care s-a dezvoltat arhitectura vernaculară, se poate urmări evoluția complexă a modului de viață oglindit în felul în care oamenii construiau, își împodobeau casa sau biserica. De la folosirea materialelor de construcție pe care le oferea mediul înconjurător (îndeosebi lemn și piatră), la tehnici de construcție, la decor și planimetrie, totul este o evidentă și mai ales inteligentă adaptare a omului la oferta naturii, o folosire judicioasă a ceea ce găsea la îndemână.
Biserica de lemn din Răpciuni este monument istoric, ea având codul B-II-a-A-18994 (biserica face parte din ansamblul Muzeului Satului și are codul acestuia).

### Bisericile de lemn
Numeroase, în trecut, în regiunile montane, lăcașurile de cult din lemn sunt considerate unanim, în prezent, monumente, o parte dintre ele devenind repere de cultură și civilizație țărănească. Între acestea, cu o valoare de patrimoniu incontestabilă sunt bisericile aflate la Muzeul Național al Satului „Dimitrie Gusti“, precum cele din Dragomirești - Maramureș, din Răpciuni - Neamț, biserica din Timișeni, Gorj și biserica din Turea - Cluj. Mica biserică din Turea-Cluj este un tip vechi și a avut o istorie ciudată. Ultimul monument de cult a fost salvat din cadrul unei mari exploatări miniere de suprafață. Indiferent de mărime, cele patru biserici din muzeu (Biserica de lemn din Turea, Biserica de lemn din Timișeni, biserica de lemn din Răpciuni și Biserica de lemn din Dragomirești) impresionează prin măiestria cu care au fost construite, prin proporțiile echilibrate, prin decorația în lemn și prin pictura murală. Ele contribuie în mod substanțial la recreerea atmosferei satului tradițional.

## Aprecieri
„La noi, în Neamț, biserica este cea care leagă oamenii între dânșii, este cea care mijlocește rugăciunea oamenilor către Dumnezeu. Am văzut în bisericuță un episod grozav, un pom roditor și un pom uscat, care are securea la rădăcină, și care reprezintă cele două categorii de oameni. Înaintașii noștri care au pictat această bisericuță nu au pictat-o doar pentru a ne bucura noi când ne uităm, ci ne transmit un mesaj și ne spun că cei care nu rodesc întru Hristos, cei care sunt asemenea pomului uscat, vor fi tăiați de la rădăcină, iar cei care vor fi roditori în ogorul Domnului, adică vor lucra pentru mântuirea sufletului, aceștia sunt bine plăcuți Domnului.”
 — părintele Andrei Fabian
„Este bine ca în această biserică care își redeschide ușile pentru publicul nostru să pomenim numele lui Dimitrie Gusti, cel din al cărui vis s-a întrupat acest muzeu. Să pomenim numele lui Gheorghe Focșa, fostul director al Muzeului Satului, care se odihnește aici la Biserica Dragomirești din Maramureș. Dumnezeu ne-a ajutat și suntem pe un pământ, aș zice eu, ocrotit. Suntem într-un loc, în mijlocul unui oraș nebun, în care domnește liniștea și pacea. Iar această biserică, pe care, cred eu, tot Dumnezeu a ocrotit-o și a adus-o la Muzeul Satului, în așa fel încât ea să nu piară odată cu satul Răpciuni, este dintre toate muzeele noastre în aer liber cea mai frumoasă. Este una din puținele biserici a cărei pictură a fost restaurată.”
 — Paula Popoiu, coordonatorul general al proiectului de restaurare a bisericii din Răpciuni, director al Muzeului Satului